# Эвкалипт Блэксленда
Эвкалипт Блэксленда (лат. Eucalyptus blaxlandi) — вечнозеленое дерево, вид рода Эвкалипт (Eucalyptus) семейства Миртовые (Myrtaceae).

## Распространение и экология
В природе ареал охватывает юго-восток Австралии — Голубые горы и центральную часть побережья Нового Южного Уэльса.
В Сухуми на тяжело глинистой почве в условиях горного рельефа растет медленно; здесь за 5 лет достигает в среднем высоты в 6,3 м, при диаметре ствола в 6,4 см. На равнинных местах с наносной почвой растёт более быстро — в этих условиях порослевые экземпляры за 3 года достигли высоты в 6,5 м, при диаметре свола 5 см.
Кратковременные и продолжительные морозы в 6—7 °C выдерживает без повреждений.

## Ботаническое описание
Деревья высотой свыше 20 м.
Кора волокнистая, глубоко бороздчатая, красноватая.
Молодые листья супротивные, в числе 3—4 пар, сидячие или на коротких черешках, от яйцевидных до ланцетных, длиной до 6 см, шириной 3 см, тёмно-зелёные. Взрослые — очерёдные, черешковые, ланцетные, длиной 6—12 см, шириной 2—2,5 см, тёмно-зелёные, блестящие.
Зонтики пазушные, 5—14-цветковые, сидящие на почти сжатых ножках длиной до 1 см; бутоны сидячие, от обратнояйцевидных до булавовидных, длиной 6—7 мм, диаметром 4—5 мм, голые, часто блестящие, с полушаровидиой, тупой крышечкой, почти равной по длине трубке цветоложа; пыльники со сросшимися гнёздами, почковидные, открывающиеся расходящимися щелями, с железкой на верхушке.
Плоды собраны в плотные головки, сидячие, шаровидные, длиной 8—9 мм, диаметром 9—10 мм, с широким, выпуклым, красноватым диском и крепкими выдвинутыми створками.
На родине цветёт в октябре — ноябре; на Черноморском побережье Кавказа — в апреле — мае.

## Значение и применение
Древесина бледно-коричневая, хорошего качества; используется в строительстве и на столбы.
В листьях содержится эфирное масло (0,83 %).

## Таксономия
Вид Эвкалипт Блэксленда входит в род Эвкалипт (Eucalyptus) подсемейства Миртовые (Myrtoideae) семейства Миртовые (Myrtaceae) порядка Миртоцветные (Myrtales).
|  |                                      |  |                                                             |                                                             |                    |  | ещё 13 семейств (согласно Системе APG II) | ещё 13 семейств (согласно Системе APG II)    |                                              |  |  |  | ещё 130 родов       | ещё 130 родов           |  |  |
|  |                                      |  |                                                             |                                                             |                    |  | ещё 13 семейств (согласно Системе APG II) | ещё 13 семейств (согласно Системе APG II)    |                                              |  |  |  | ещё 130 родов       | ещё 130 родов           |  |  |
|  |                                      |  |                                                             | порядок Миртоцветные                                        |                    |  |                                           |                                              | подсемейство Миртовые                        |  |  |  |                     | вид Эвкалипт Блэксленда |  |  |
|  |                                      |  |                                                             | порядок Миртоцветные                                        |                    |  |                                           |                                              | подсемейство Миртовые                        |  |  |  |                     | вид Эвкалипт Блэксленда |  |  |
|  | отдел Цветковые, или Покрытосеменные |  |                                                             |                                                             | семейство Миртовые |  |                                           |                                              | род Эвкалипт                                 |  |  |  |                     |                         |  |  |
|  | отдел Цветковые, или Покрытосеменные |  |                                                             |                                                             |                    |  |                                           |                                              |                                              |  |  |  |                     |                         |  |  |
|  |                                      |  | ещё 44 порядка цветковых растений (согласно Системе APG II) | ещё 44 порядка цветковых растений (согласно Системе APG II) |                    |  |                                           | ещё 1 подсемейство (согласно Системе APG II) | ещё 1 подсемейство (согласно Системе APG II) |  |  |  | ещё более 700 видов |                         |  |  |
|  |                                      |  |                                                             | ещё 44 порядка цветковых растений (согласно Системе APG II) |                    |  |                                           |                                              | ещё 1 подсемейство (согласно Системе APG II) |  |  |  |                     |                         |  |  |